# 小行星6493
小行星6493（英語：6493 Cathybennett）是一颗围绕太阳公转的小行星。1992年2月2日，埃莉諾·赫琳在帕洛马山发现了此天体。
这颗小行星的绝对星等为240.87284等。